# Dbarwa (district)
Pour la ville, voir Dbarwa.
Dbarwa est un district du centre de l'Érythrée situé dans la région de Debub. Sa principale ville et capitale est Dbarwa.